# Lázeňský dům čp. 123
Lázeňský dům čp. 123 v Luhačovicích byla samostatně stojící lázeňská budova. Dům byl zbořen v roce 1988. 

## Historie
Dům byl vybudován na Lázeňském náměstí koncem 18. století (v první polovině 19. století). Od roku 1958 byl chráněn jako kulturní památka, nicméně v roce 1988 byl kvůli kritickému stavu zdemolován a památková ochrana byla zrušena.

## Architektura
Jednalo se o samostatně stojící jednopatrovou budovu s přibližně čtvercovým půdorysem a vnitřním dvorem. Objekt byl krytý plochou plechovou střechou. Vstup do dvora umožňoval segmentově zaklenutý průjezd. Dvůr byl v patře lemován dřevěnou pavlačí přístupnou po dřevěných schodech, z pavlače vedly vstupy do jednotlivých obytných jednotek. Patra byla na vnější fasádě opticky oddělena kordonovou římsou. V přízemí byly výkladní skříně, v patře pak byla prolomena obdélníková okna, zdobená v prostoru pod parapety stylizovanou štukovou růžicí v rámečku.